# Římskokatolická farnost Horní Lhota
Římskokatolická farnost Horní Lhota je jedno z územních společenství římských katolíků v děkanátu Valašské Klobouky s farním kostelem svatého Dionýsia.

## Historie farnosti
Farní kostel stojí pravděpodobně na místě staršího dřevěného kostelíka. Jedna z písemných zpráv zmiňující kostelík v obci pochází z roku 1449. Jádro kostela pochází z roku 1700, věž byla přistavěna v roce 1746. Fara, která patřila k původnímu kostelu, zanikla za třicetileté války a obec byla poté přifařena k Pozlovicím. Teprve roku 1785 byla v Horní Lhotě obnovena samostatná farnost a poté postavena nová fara. Kostel byl během 19. století několikrát opravován a přestavován.

## Duchovní správci
Od července 2016 je farářem R. D. Jiří Ševčík.

## Bohoslužby
| Kostel                | Místo       | Bohoslužba (den)            | Hodina                                     | Poznámka     |
| --------------------- | ----------- | --------------------------- | ------------------------------------------ | ------------ |
| svatého Dionýsia      | Horní Lhota | neděle čtvrtek pátek sobota | 9:00 16:00 16:00 (1. pátek v měsíci) 17:30 | Farní kostel |
| Panny Marie Karmelské | Dolní Lhota | neděle pátek                | 10:30 17:30                                |              |

## Aktivity ve farnosti
Ve farnosti se pravidelně̟ koná tříkrálová sbírka. V roce 2024 se ve Horní Lhotě vybralo 34 659 korun, v Dolní Lhotě 42 364 korun a v Sehradicích 45 700 korun.
V květnu 2018 a v říjnu 2022 ve farnosti uděloval svátost biřmování biskup Antonín Basler. 